# Vreedzame co-existentie

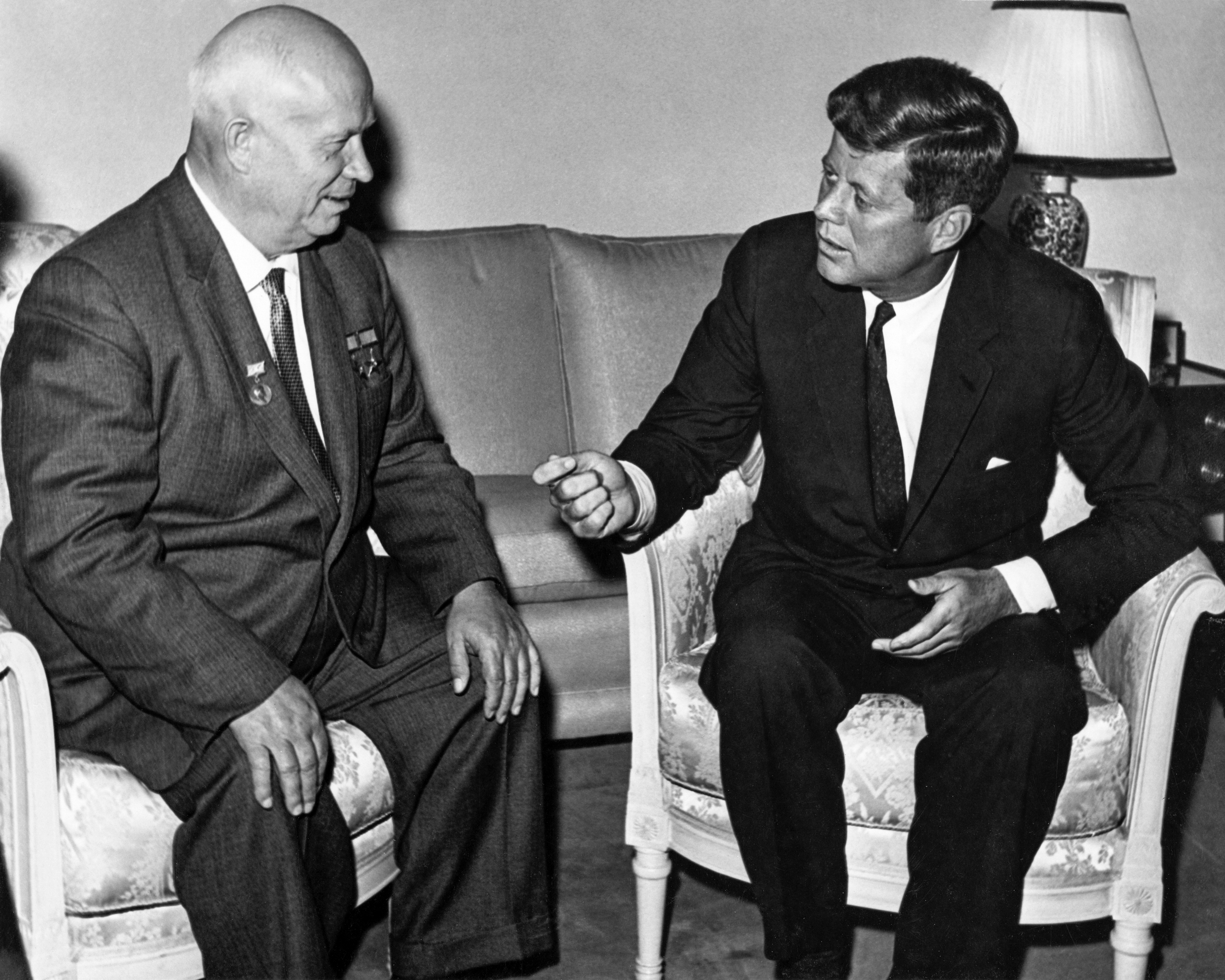
Nikita Chroesjtsjov en John F. Kennedy in 1961.

Vreedzame co-existentie is het beleid om ernaar te streven landen die elkaars politieke tegenstanders zijn, vreedzaam naast elkaar te laten bestaan, dus politieke conflicten niet te laten uitlopen tot militaire conflicten. 
De term wordt vooral gebruikt voor de politieke theorie die tijdens de Koude Oorlog in communistische landen werd ontwikkeld. Dit idee was een alternatief voor het idee dat de klassenstrijd voortgezet zou moeten worden, inclusief het gebruik van geweld, tot de arbeidersklasse overal overwonnen zou hebben. De ontwikkeling van deze politiek kan moeilijk los worden gezien van de ontwikkelingen in de nucleaire wapentechnologie, die een zeer grote bedreiging voor de Sovjet-Unie – en voor de menselijke samenleving als geheel – vormde. Door de mogelijkheid van een kernoorlog, werd een militaire oplossing steeds minder aantrekkelijk. 
Op het 20e Partijcongres van de Communistische Partij van de Sovjet-Unie in 1956 presenteerde Chroesjtsjov een nieuwe koers in zijn buitenlandse politiek, vooral gericht op nieuwe betrekkingen met de Verenigde Staten. Hierin stelde hij "Het principe van Lenin van een vreedzame co-existentie tussen staten met een verschillende sociale structuur was en blijft de hoofdlijn in de buitenlandse politiek van ons land.".  Op 24 februari 1956 stemde het congres in met een politiek die tot "betere betrekkingen, bevordering van vertrouwen en internationale samenwerking met alle landen" moest leiden. 
In de Sovjet-Unie werd het idee vooral gebruikt met betrekking tot de relaties tussen de westerse geïndustrialiseerde landen en de landen van het Warschaupact. 
In de Volksrepubliek China werd het begrip vreedzame co-existentie in de jaren 60 en begin jaren 70 vooral gehanteerd voor de politieke relaties tussen China en niet-communistische ontwikkelingslanden. 
In 1953 stelde de premier van de Volksrepubliek China, Zhou Enlai, de "Vijf Principes van Vreedzame Co-existentie" voor in onderhandelingen met India over Tibet. 
Deze "Vreedzame Co-existentie" had echter geen betrekking op de relaties met westerse geïndustrialiseerde landen. 
Volgens de maoïstische opvatting zouden socialistische systemen elk conflict met imperialistische systemen altijd overleven. Na Mao's dood werd de lijn iets verzacht, maar pas aan het eind van de jaren zeventig werd het concept van vreedzame co-existentie verbreed tot een principe dat tussen alle landen zou moeten gelden. 
In 1982 nam China de "Vijf Principes van Vreedzame Co-existentie" op in zijn grondwet en verklaarde ze tot bindend in zijn buitenlandse betrekkingen. Het Chinese beleid van vreedzame co-existentie kent enkele bijzonderheden:
- In tegenstelling tot de eerdere Sovjet-Russische versie van het concept, streeft zij naar bevordering van internationale handel.
- China legt een grote nadruk leggen op nationale soevereiniteit en territoriale integriteit, en is daardoor fel tegenstander van internationale steun aan afscheidingsbewegingen en mensenrechtenorganisaties.
- Aangezien Taiwan wordt gezien als opstandige provincie van China, geldt de vreedzame co-existentie niet voor hen. Buitenlandse steun aan Taiwan wordt opgevat als een vijandige activiteit.